# Gaudenz Taverna

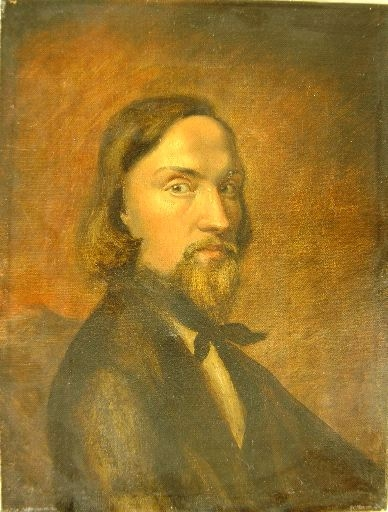
Gaudenz Taverna: Selbstporträt, um 1850

Gaudenz Taverna (* 12. Oktober 1814 in Chur; † 22. Oktober 1878 in Solothurn) war ein Schweizer Zeichner und Porträtmaler.

## Leben
Taverna stammte aus einer Bürgerfamilie. Er war der Sohn des Gaudenz, eines Wirts- und Zunftmeisters und der Maria (geborene Pfranger). Schon früh verlor er seinen Vater und die Mutter erlaubte ihm zu studieren, doch sollte er zuvor ein Handwerk erlernen. So ging er zunächst nach Zürich zu einem Drechsler in die Lehre. Als seine Mutter zum Ende seiner Lehrzeit starb, begab er sich gemeinsam mit einem Zürcher Künstler nach Rom, um dort an der Accademia di San Luca in Rom die Malerei zu erlernen.  Anschliessend hielt er sich für ein Jahr in München und ein Jahr lang in Venedig auf. Nach seiner Rückkehr in die Schweiz arbeitete er in Chur und Zürich als Genre- und Porträtmaler.
Taverna heiratete 1841 Christina Walther von Tartar in Graubünden.
Ab 1847 wurde er Zeichenlehrer an der Kantonsschule Solothurn. Dort war unter anderem der spätere Landschaftsmaler Otto Frölicher sein Schüler. Er gehörte 1850 zu den Mitbegründern des Solothurner Kunstvereins. Ausserdem zeichnete er Karikaturen für das satirische Wochenblatt Postheiri.
Taverna beteiligte sich mit seinen Werken 1864 und 1865 an den Turnusausstellungen des Schweizerischen Kunstvereins. Bilder von Taverna, oft in biedermeierlicher Malweise ausgeführt, befinden sich im Kunstmuseum Solothurn und im Bündner Kunstmuseum in Chur.